# Schienenverkehr in den Vereinigten Arabischen Emiraten
Der Schienenverkehr in den Vereinigten Arabischen Emiraten befindet sich seit ungefähr dem Jahr 2000 im Aufbau. Der Schienenverkehr der Vereinigten Arabischen Emirate gliedert sich dabei in mehrere Ebenen: den städtischen Nahverkehr, nationalen Bahnverkehr und internationalen Bahnverkehr. Die Pläne waren ursprünglich sehr ehrgeizig, jedoch erwiesen sie sich nach dem Wirtschaftseinbruch in 2009 und 2010 häufig als nicht finanzierbar. Die gesteckten Ziele mussten in der Folge angepasst werden. Insgesamt entwickelt sich der Bahnverkehr dennoch weiter, aber mit einem in die Länge gestreckten Zeitplan.

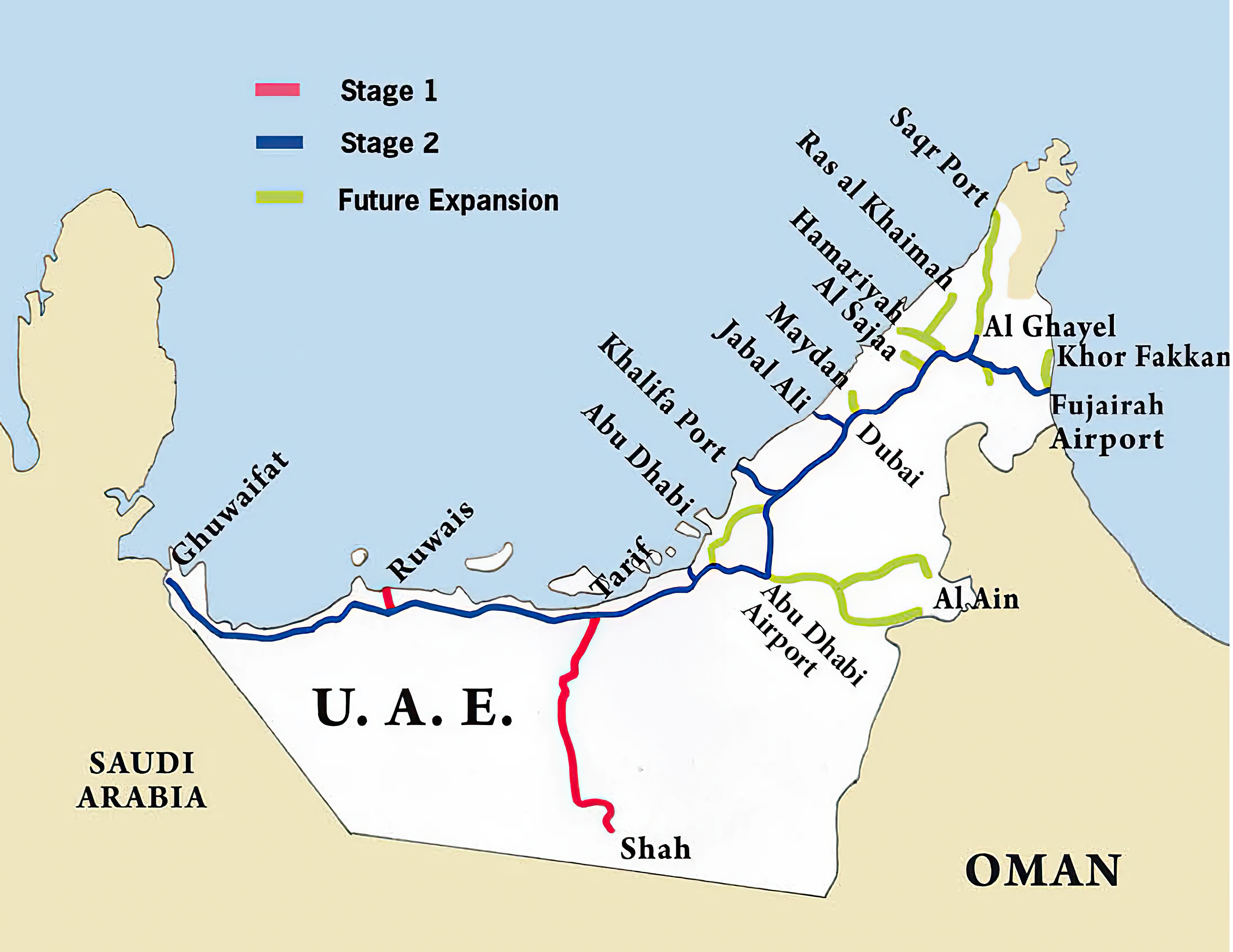
Netzplanung

## Nahverkehr
Auf lokaler Ebene gibt es den städtischen Nahverkehr mit U-Bahnen und Straßenbahnen. Ergänzend dazu gibt es einige privat betriebene Bahnen, die mehr touristischen Zwecken dienen.

### Dubai
Dubai war die erste Stadt in den VAE, die einen Schienenverkehr einrichtete. Es gibt die Metro Dubai, eine fahrerlose Bahn in Normalspur, die 2009 die erste Strecke in Betrieb genommen hat. Das Netz besteht aus zwei Linien (rote und grüne Linie) mit einer Länge von ca. 75 km. Es gibt Pläne für eine weitere Linie (blaue Linie). Die beiden bestehenden Strecken kreuzen sich zwei Mal. Die Rote Linie hält an 31, die Grüne Linie an 20 Haltestellen. Die Züge verkehren etwa im 3-Minuten-Takt. Es gibt zwei Wagenklassen: Silber und Gold (1. Klasse).
Die Dubai Tram wurde 2014 mit einer Linie eröffnet. Die fahrerlose Normalspur-Bahn ist 9,5 km lang und hat eine Umsteigemöglichkeit zur Metro. Sie bindet den Yachthafen an die Stadt an und 16 Haltestellen.
Dubai Monorail ist eine privat betriebene Bahn mit einer Strecke von ca. 5,5 km. Derzeit (2022) verläuft sie über vier Haltestellen. Zwei weitere befinden sich im Bau. Die Bahn wird ohne Führer im Fahrzeug betrieben.
Ein touristischer Zug umrundet den künstlichen und bei Nacht beleuchteten Dubai Lake auf einer etwa 6 km langen Strecke.
Eine Kindereisenbahn fährt in der zweiten Ebene der Dubai Mall auf einer etwa 3 km langen Strecke.
Dubai Trolley dient mehr touristischen Zwecken, als dem Nahverkehr.

### Flughafen Dubai
Im Flughafen Dubai gibt es eine Bahn die die beiden Terminals verbindet.

### Abu Dhabi
Ähnliches wie in Dubai ist für Abu Dhabi mit der Abu Dhabi Metro geplant, dabei ist dieses Teil eines größeren Verkehrsprojekts, das auch neue Schnellbuslinien einschließt. Die Planung umfasst eine U-Bahn Linie und zwei Stadtbahnlinien in ähnlicher Form wie in Dubai. Das Projekt wurde zwischenzeitlich eingefroren. Ein System von Straßenbahnlinien, die Abu Dhabi Tram ist bisher noch wenig konkret.

## Fernverkehr

### Streckenausbau
Für den Fernverkehr ist auf nationaler Ebene seit ungefähr 2010 ein Streckennetz im Aufbau, das für den Personen- und Güterverkehr vorgesehen ist. Erste Strecken gingen in Betrieb. Das Projekt befindet sich in der Kontrolle der nationalen Eisenbahngesellschaft der VAE, Etihad Rail. Im geplanten Endausbau soll dieses Netz die großen Bevölkerungszentren, die touristischen Zentren, die Flughäfen und die Häfen miteinander verbinden. Gebaut wird ein T-förmiges Netz in Normalspur, dessen Hauptast parallel zur Küste am Persischen Golf verläuft. Es soll in drei Bauabschnitten errichtet werden, im abschließenden Ausbauzustand 1200 km umfassen und alle sieben Emirate der VAE verbinden. Alle Bahnstrecken sollen für eine Achslast von 32,5 Tonnen und Geschwindigkeiten von bis 160 km/h im Güter- und 200 km/h im Reiseverkehr ausgelegt werden.

### Güterverkehr
Eine erste Strecke ging 2016 für den Güterverkehr in den kommerziellen Betrieb. Sie verbindet die Hafenstadt Ruwais mit dem Süden und dient dem Abtransport von Schwefelgranulat, das vom Erdgas abgetrennt wird. Der Bau der Strecke Abu Dhabi–Dubai wurde am 1. März 2022 abgeschlossen, der größte im Inland befindliche Güter-Umschlagplatz in der Industrial City of Abu Dhabi am 15. September 2022 daran angeschlossen.

### Personenverkehr
Am 24. Februar 2022 schlossen Etihad Rail und die First Abu Dhabi Bank ein Abkommen im Umfang von 25 Mrd. Euro (99 Mrd. Dirham), um die Investitionen für die Aufnahme des Personenverkehrs zu finanzieren. Etwa ein Jahr später bestellte Etihad Rail am 31. Januar 2023 drei Wendezüge bei der chinesischen CRRC Ltd. und schloss einen Vertrag über die Option auf weitere zwanzig Züge. Jede Garnitur besteht aus einer Diesellokomotive, fünf Zwischenwagen und einem Steuerwagen. Die Züge sind für 220 km/h Höchstgeschwindigkeit ausgelegt, sollen im planmäßigen Betrieb aber mit 200 km/h verkehren. Besondere Vorkehrungen an den Fahrzeugen sollen sie gegen die große Hitze und den Sand schützen. Die Züge führen 1. und 2. Klasse. Die ersten sollen 2025 ausgeliefert werden.
Am 25. Januar 2024 wurde ein nicht-öffentlicher Personenverkehr zwischen Abu Dhabi und al-Dhannah aufgenommen. Die Züge sind nur den Angestellten der nationalen Erdöl-Gesellschaft, der Abu Dhabi National Oil Company (ADNOC), zugänglich, der Verkehr beruht auf einem Abkommen zwischen ADNOC und Etihad Rail.

## Internationaler Bahnverkehr
Auf internationaler Ebene soll das Netz Teil einer 2200 km langen Bahnstrecke werden, die die sechs Golfstaaten  Bahrain, Katar, Kuwait, Oman, Saudi-Arabien, die Vereinigten Arabischen Emirate verbindet. 
Die Verwirklichung hängt von verschiedenen Faktoren ab, jedoch ist das nationale Schienennetz der VAE von Etihad Rail ein wesentlicher Bestandteil des gesamten Plans. Die nationalen Schienenprojekte sind in mehreren beteiligten Ländern bisher noch im Planungsstadium oder aufgrund von Geldmangel vorläufig gestoppt. Für die Anbindung von Bahrain ist auch die Errichtung der Freundschaftsbrücke nach Katar wesentlich. Zwischen den Ländern des Golf-Kooperationsrats ist ein visafreier Grenzverkehr möglich. Für die künftigen Strecken der Gulf Railway sind einheitliche technische Bestimmungen vereinbart. Alle Bahnstrecken sollen für Achslasten bis zu 32,5 Tonnen im Güterverkehr und mit Geschwindigkeiten bis 160 km/h und im Passagierverkehr bis 200 km/h ausgelegt sein.
Am 23. September 2022 schlossen Etihad Rail und Oman Rail einen Vertrag im Umfang von 3 Mrd. US$ über den Bau einer 303 km langen, grenzüberschreitenden Strecke, deren Endpunkt der Hafen von Suhar in Oman werden und die bei Al Ain an das Netz von Etihad Rail anschließen soll.

## Trivia
Es wird über einen Unterwassertunnel zwischen den VAE und Indien nachgedacht, der auf dem Meeresgrund verlegt werden, 1862 km lang sein und in Mumbai enden soll. Die Züge sollen in dem Tunnel mit 580 km/h Höchstgeschwindigkeit verkehren.